# Kapelica (Labin)
Kapelica is een plaats in de gemeente Labin in de Kroatische provincie Istrië. De plaats telt 573 inwoners (2001).